# Alberto Aguirre
Alberto Aguirre Ceballos (19. prosince 1926 Girardota – 3. září 2012 Medellín) byl kolumbijský novinář, spisovatel, fotograf a kritik.

## Životopis
Alberto Aguirre se narodil v Girardotě v departementu Antioquia. Studoval právo na Univerzitě Antioquie. V padesátých letech byl členem Cine Clubu Medellín, který v roce 1953 založil Camilo Correa. Ve svých vzpomínkách uvedl, že prvním filmem, který v klubu viděli, byl Požár v San Franciscu. Kino-klub byl však pod tlakem Církve uzavřen, i když Alberto Aguirre se rozhodl klub znovu otevřít v roce 1956, přičemž promítal film, který byl v Kolumbii zakázán: Senso od Luciana Viscontiho.
Byl známý v intelektuálních kruzích Antioquie a celého Kolumbie díky své rubrice Cuadro, ve které vyjadřoval své názory a kritiky k aktuálním otázkám v zemi. Tyto komentáře ho nakonec v 80. letech přiměly odejít do exilu. Kromě toho se s velkou vášní věnoval fotografii a také knižnímu byznysu. V roce 1959 koupil knihkupectví Aguirre od básníka Eduarda Correy, které provozoval až do roku 1997.
Pracoval jako novinář v agentuře France Press po boku Gonzala Aranga, zakladatele nadaismu, a vynikal svými překlady zpráv a publicistiky, protože mluvil plynně francouzsky, anglicky, německy a italsky.